# Wachara Sondee
Wachara Sondee (* 9. April 1983 in Bangkok) ist ein ehemaliger thailändischer Leichtathlet, der sich auf den Sprint spezialisiert hat.

## Sportliche Laufbahn
Erste internationale Erfahrungen sammelte Wachara Sondee im Jahr 2005, als er bei der Sommer-Universiade in Izmir in 10,58 s den sechsten Platz im 100-Meter-Lauf belegte und anschließend bei den Asienmeisterschaften in Incheon nach 10,61 s Rang fünf erreichte. Zudem gewann er dort mit der thailändischen 4-mal-100-Meter-Staffel in 39,23 s die Silbermedaille hinter dem Team aus Japan. Daraufhin gewann er bei den erstmals ausgetragenen Hallenasienspielen in Bangkok in 6,83 s die Silbermedaille im 60-Meter-Lauf hinter dem Hongkonger Tang Yik Chun und siegte Ende November bei den Südostasienspielen in Manila in 10,47 s über 100 Meter sowie in 39,74 s auch mit der Staffel. Im Jahr darauf gewann er bei den Hallenasienmeisterschaften in Pattaya in 6,65 s die Silbermedaille hinter dem Chinesen Gong Wei und schied anschließend bei den Hallenweltmeisterschaften in Moskau mit 6,88 s in der ersten Runde aus. Daraufhin nahm er erstmals an den Asienspielen in Doha teil und gewann dort in 10,39 s die Bronzemedaille über 100 Meter hinter Yahya Habeeb aus Saudi-Arabien und dem Japaner Naoki Tsukahara. Zudem siegte er mit der Staffel in 39,21 s.
2007 belegte er bei den Asienmeisterschaften in Amman in 10,36 s den vierten Platz über 100 Meter und siegte mit der Staffel in 39,34 s. Anschließend schied er bei den Studentenweltspielen in Bangkok mit 10,63 s im Halbfinale aus, siegte aber auch dort mit der Staffel in 39,15 s. Im Oktober gewann er bei den Hallenasienspielen in Macau in 6,65 s die Bronzemedaille über 60 Meter hinter dem Katari Samuel Francis und Yahya al-Gahes aus Saudi-Arabien und im Dezember gewann er bei den Südostasienspielen in Nakhon Ratchasima in 10,33 s die Silbermedaille hinter dem Indonesier Suryo Agung Wibowo und siegte mit der Staffel in 38,95 s. Zwei Jahre später schied er bei der Sommer-Universiade in Belgrad mit 10,76 s im Viertelfinale über 100 Meter aus und belegte mit der Staffel in 39,70 s den vierten Platz. Anschließend schied er bei den Weltmeisterschaften in Berlin mit 39,73 s im Vorlauf aus und gewann bei den Hallenasienspielen in Hanoi in 6,68 s die Bronzemedaille über 60 Meter hinter dem Chinesen Su Bingtian und Yasir Baalghayth al-Nashri aus Saudi-Arabien. Daraufhin scheiterte er bei den Asienmeisterschaften in Guangzhou über 100 Meter mit 11,33 s in der ersten Runde und klassierte sich mit der Staffel in 39,57 s auf dem vierten Platz. Schließlich gewann er bei den Südostasienspielen in Vientiane in 10,30 s die Silbermedaille hinter dem Indonesier Agung Wibowo und siegte mit der Staffel in 39,34 s. 2010 nahm er erneut an den Asienspielen in Guangzhou teil und schied dort über 100 Meter mit 10,46 s im Halbfinale aus und gewann mit der Staffel in 39,09 s die Bronzemedaille hinter den Teams aus China und Taiwan.
Bei den Leichtathletik-Asienmeisterschaften 2011 in Kōbe schied er über 100 Meter mit 10,76 s im Vorlauf aus und belegte mit der Staffel in 39,72 s den fünften Platz. Anschließend wurde er bei den Studentenweltspielen in Shenzhen mit der Staffel im Finale disqualifiziert und gewann daraufhin bei den Südostasienspielen in Palembang in 10,47 s die Bronzemedaille hinter dem Indonesier Franklin Ramses Burumi und Gary Yeo Foo Ee aus Singapur und belegte mit der Staffel in 40,44 s den vierten Platz. 2013 wurde er bei den Asienmeisterschaften in Pune im Vorlauf disqualifiziert und 2014 bestritt er in Schifflange seinen letzten Wettkampf und beendete damit seine aktive sportliche Karriere im Alter von 31 Jahren.
In den Jahren von 2005 bis 2008 wurde Sondee thailändischer Meister im 100-Meter-Lauf.

## Persönliche Bestleistungen
- 100 Meter: 10,30 s, 30. Dezember 2009 in Vientiane
  - 60 Meter (Halle): 6,65 s, 10. Februar 2006 in Pattaya (thailändischer Rekord)
- 200 Meter: 21,28 s (−0,6 m/s), 11. September 2006 in Suphan Buri